# Хао Цзє
Хао Цзє (нар. 16 жовтня 1984) — колишня китайська тенісистка.
Найвищу одиночну позицію світового рейтингу — 329 місце досягла 21 травня 2007, парну — 307 місце — 1 листопада 2004 року.
Здобула 2 парні титули туру ITF.

## Фінали ITF
| Турніри $25,000 |
| Турніри $10,000 |

### Одиночний розряд: 2 (0–2)
| Результат | Ранг | Дата           | Турнір               | Покриття | Суперниця     | Рахунок  |
| --------- | ---- | -------------- | -------------------- | -------- | ------------- | -------- |
| Поразка   | 1.   | 10 квітня 2004 | Нью-Делі, Індія      | Тверде   | Чжуан Цзяжун  | 3–6, 1–6 |
| Поразка   | 2.   | 11 липня 2004  | Сеул, Південна Корея | Тверде   | Lee Eun-jeong | 4–6, 1–6 |

### Парний розряд: 7 (2–5)
| Результат | Ранг | Дата           | Турнір              | Покриття | Партнерка       | Суперниці                              | Рахунок          |
| --------- | ---- | -------------- | ------------------- | -------- | --------------- | -------------------------------------- | ---------------- |
| Поразка   | 1.   | 3 квітня 2004  | Мумбаї, Індія       | Тверде   | Dong Yanhua     | Ян Шуцзін Юй Їн                        | 2–6, 2–6         |
| Поразка   | 2.   | 13 лютого 2006 | Шеньчжень, КНР      | Тверде   | Ян Шуцзін       | Лян Чень Сон Шаньшань                  | 5–7, 1–6         |
| Поразка   | 3.   | 20 лютого 2006 | Шеньчжень, КНР      | Тверде   | Лян Чень        | Чень Яньчон Цзи Чуньмей                | 3–6, 0–6         |
| Перемога  | 4.   | 8 квітня 2007  | Хошимін, В'єтнам    | Тверде   | Хань Сіньюнь    | Куміко Їдзіма Окамото Сейко            | 6–2, 1–6, 6–3    |
| Поразка   | 5.   | 12 травня 2008 | Bulungan, Індонезія | Тверде   | Лавінія Тананта | Lutfiana-Aris Budiharto Беатріс Гумуля | 5–7, 6–4, [9–11] |
| Перемога  | 6.   | 9 лютого 2009  | Цзянмень, КНР       | Тверде   | Као Шао-юань    | Чжан Шуай Сє Яньцзе                    | 6–0, 7–5         |
| Поразка   | 7.   | 10 серпня 2009 | Цюаньчжоу, КНР      | Тверде   | Сунь Тяньтянь   | Хань Сіньюнь Као Шао-юань              | 6–1, 2–6, [6–10] |